# Google Fiber
Google Fiber é um produto da Alphabet que oferece internet com uma das maiores velocidades disponíveis para usuários residenciais com baixo custo, velocidades que chegam até 2 Gbps via fibra óptica, atualmente atuando em regiões do Alabama, Arizona, Califórnia, Colorado, Flórida, Geórgia, Illinois, Idaho, Iowa, Kansas/Missouri, Nebraska, Carolina do Norte, Tennessee, Texas, Utah e Washington.
O Google Fiber oferece outros serviços como sistema de backup em nuvem e TV por assinatura. A empresa também anunciou que irá se expandir para cidades como Portland, San José, Salt lake City, Phoenix, Nashville, Atlanta, Charlotte e Raleigh-Durham. Em março de 2012, a empresa tinha cerca de 27.000 assinantes de televisão.

## Serviços
O Google Fiber oferece serviços de internet banda larga e TV a cabo, custando entre US$ 70 e US$ 150 para planos de 1 a 8 Gbit/s; o serviço de internet banda larga em Kansas City, por exemplo, tem velocidade com até 1Gbit/s + TV a cabo por cerca de US$ 130/mês (cerca de R$ 635 em conversão direta). 